# Ercole Olgeni
Ercole Olgeni (Venezia, 11 dicembre 1883 – Venezia, 14 luglio 1947) è stato un canottiere italiano, medaglia d'oro nel due con di Canottaggio ai Giochi olimpici di Anversa 1920 e d'argento a Parigi 1924 sempre in coppia con Giovanni Scatturin  (i timonieri erano, rispettivamente, Guido De Filip e Gino Sopracordevole).

## Carriera
Atleta a seconda degli anni della Reale Società Canottieri Bucintoro e della Reale Società Canottieri Querini  di Venezia oltre alle due medaglie olimpiche, vanta anche due titoli europei, Pallanza 1906 (due con), Lucerna 1908 (quattro con) e Como 1911 (due con). A completare il suo palmarès europeo ci sono quattro medaglie d'argento (quattro con, 1905; due con, 1908; doppio e otto, 1910) e una di bronzo (due con, 1924).

## Palmarès
| Anno | Manifestazione  | Sede    | Evento  | Risultato |
| ---- | --------------- | ------- | ------- | --------- |
| 1920 | Giochi olimpici | Anversa | Due con | Oro       |
| 1924 | Giochi olimpici | Parigi  | Due con | Argento   |